# فابیان نیکیزا
فابیان نیکیزا (به انگلیسی: Fabian Nicieza) (متولد ۳۱ دسامبر ۱۹۶۱ در بوئنوس آیرس، آرژانتین) یک نویسنده و ویراستاری کتاب‌های کمیک آمریکایی است. وی بیشتر به خاطر کارهایش در شرکت مارول کامیکس و همکاری در سری داستان‌های مردان اکس، نیروی اکس و صاعقه‌ها شناخته می‌شود.

## زندگی
فرزند عمر و ایرما ریگوتی نیکیزا، تنها چهارساله بود که به همراه خانواده از آرژانتین به ایالات متحده مهاجرت کرد. فابیان که در نیو جرسی بزرگ شد، در دانشگاه راتگرز در رشته روابط عمومی تحصیل کرد و در شبکه تلویزیونی ای‌بی‌سی به کارآموزی مشغول شد.